# Casével (Castro Verde)
Casével is een plaats (freguesia) in de Portugese gemeente Castro Verde en telt 365 inwoners (2001).